# シュヴィー
シュヴィー (Shuvee) は、アメリカ合衆国で生産・調教されたサラブレッドの競走馬、および繁殖牝馬。史上2頭目のニューヨーク牝馬三冠馬である。20世紀のアメリカ名馬100選では70位に選ばれている。

## 経歴

### 2歳時
1968年5月にデビュー。当初から評価は高かったものの、デビュー当初は得意の追い込み戦法が定まらず、6連敗を喫してしまう。6戦目の未勝利戦では、後にライバルの1頭となるタウィーの5着に敗れている。7戦目でようやく勝ち上がると、8戦目の一般戦では、最大のライバルとなるギャラントブルームと対戦するが3着に敗れる。翌月のフリゼットステークスで再び顔を合わせると、今度は逃げるギャラントブルームを僅かにクビ差差しきりシュヴィーが勝利。更に翌月のガーデニアステークスで再戦し、今度はギャラントブルームが勝利した。

### 3歳時
5月にアケダクト競馬場のカムリーステークスで復帰し、タウィーと接戦を演じるがアタマ差2着に敗れる。これを叩き牝馬三冠（当時は5 - 6月に行われていた）に挑戦したシュヴィーは、エイコーンステークスを3/4馬身、マザーグースステークスを2馬身1/2、コーチングクラブアメリカンオークスを3馬身差と、走るたびに着差を広げつつ勝利し、史上2頭目となるニューヨーク牝馬三冠を達成する。尚、2着には全てヘイルトゥーパッツィーが入った。
牝馬三冠を達成し、翌月には返す刀でアラバマステークスをも制したシュヴィーであったが、ギャラントブルームだけには相性が悪かった。7月のデラウェアオークスでは17馬身差の4着。そして最後の対戦となった9月のガゼルステークスでは1番人気に支持されるも、6馬身1/2差の3着に完敗し、最優秀3歳牝馬の称号を奪われる結果となった。
この敗戦で調子を崩したか、ベルデイムステークスはゲイムリーから6馬身1/2身差の3着。シュヴィー、タウィー、ゲイムリーと3頭の名牝が集ったヴォスバーグハンデキャップは6着に敗れた。

### 古馬時代
4歳時はトップフライトハンデキャップ、ダイアナハンデキャップに勝利し、前年敗れたベルデイムステークスにも勝利すると、牡馬に混じってウッドワードステークスに参戦。ここはパーソナリティの5着に敗れるものの、当時は16ハロンで行われていたジョッキークラブゴールドカップを先行逃げ切りの競馬で見事勝利する。5歳時はトップフライトハンデキャップ、ダイアナハンデキャップ、ジョッキークラブゴールドカップを連覇。中でも引退レースとなったジョッキークラブゴールドカップの内容は圧巻で、後続を7馬身引き離す圧勝であった。
シュヴィーの戦績は同期のギャラントブルーム、タウィーには一歩劣るものの、獲得賞金額は3頭中トップの890,445ドルであった。

## 評価

### 主な勝鞍
1968年（2歳）　13戦3勝
フリゼットステークス、セリマステークス
1969年（3歳）　12戦6勝
エイコーンステークス、マザーグースステークス、CCAオークス、アラバマステークス、コティリオンハンデキャップ、レディーズハンデキャップ
1970年（4歳）　10戦4勝
トップフライトハンデキャップ、ダイアナハンデキャップ、ベルデイムステークス、ジョッキークラブゴールドカップ
1971年（5歳）　9戦3勝
トップフライトハンデキャップ（連覇）、ダイアナハンデキャップ（連覇）、ジョッキークラブゴールドカップ（連覇）

### 年度代表馬
- 1970年、1971年 - エクリプス賞最優秀ハンデキャップ牝馬
- 1971年 - エクリプス賞古牝馬チャンピオン

### 表彰
- 1975年 - アメリカ競馬名誉の殿堂博物館に殿堂馬として選定される。
- 1976年 - ベルモントパーク競馬場に、シュヴィーの名を冠した「シュヴィーハンデキャップ」が創設される。
- 1999年 - ブラッド・ホース誌の選ぶ20世紀のアメリカ名馬100選において、第70位に選ばれる。

## 血統表
| シュヴィーの血統（ナスルーラ系 / 5代内アウトブリード） | シュヴィーの血統（ナスルーラ系 / 5代内アウトブリード） | シュヴィーの血統（ナスルーラ系 / 5代内アウトブリード） | （血統表の出典）   | （血統表の出典） |
| 父 Nashua 1952 鹿毛 アメリカ                           | 父の父Nasrullah 1940 鹿毛 アメリカ                     | Nearco                                                 | Pharos             | Pharos           |
| 父 Nashua 1952 鹿毛 アメリカ                           | 父の父Nasrullah 1940 鹿毛 アメリカ                     | Nearco                                                 | Nogara             |                  |
| 父 Nashua 1952 鹿毛 アメリカ                           | 父の父Nasrullah 1940 鹿毛 アメリカ                     | Mumtaz Begum                                           | Blenheim           | Blenheim         |
| 父 Nashua 1952 鹿毛 アメリカ                           | 父の父Nasrullah 1940 鹿毛 アメリカ                     | Mumtaz Begum                                           | Mumtaz Mahal       |                  |
| 父 Nashua 1952 鹿毛 アメリカ                           | 父の母Segula 1942 黒鹿毛 アメリカ                      | Johnstown                                              | Jamestown          | Jamestown        |
| 父 Nashua 1952 鹿毛 アメリカ                           | 父の母Segula 1942 黒鹿毛 アメリカ                      | Johnstown                                              | La France          |                  |
| 父 Nashua 1952 鹿毛 アメリカ                           | 父の母Segula 1942 黒鹿毛 アメリカ                      | Sekhmet                                                | Sardanapale        | Sardanapale      |
| 父 Nashua 1952 鹿毛 アメリカ                           | 父の母Segula 1942 黒鹿毛 アメリカ                      | Sekhmet                                                | Prosopopee         |                  |
| 母 Levee 1953 栗毛 アメリカ                            | 母の父Hill Prince 1947 鹿毛 アメリカ                   | Princequillo                                           | Prince Rose        | Prince Rose      |
| 母 Levee 1953 栗毛 アメリカ                            | 母の父Hill Prince 1947 鹿毛 アメリカ                   | Princequillo                                           | Cosquilla          |                  |
| 母 Levee 1953 栗毛 アメリカ                            | 母の父Hill Prince 1947 鹿毛 アメリカ                   | Hildene                                                | Bubbling Over      | Bubbling Over    |
| 母 Levee 1953 栗毛 アメリカ                            | 母の父Hill Prince 1947 鹿毛 アメリカ                   | Hildene                                                | Fancy Racket       |                  |
| 母 Levee 1953 栗毛 アメリカ                            | 母の母Bourtai 1942 鹿毛 アメリカ                       | Stimulus                                               | Ultimus            | Ultimus          |
| 母 Levee 1953 栗毛 アメリカ                            | 母の母Bourtai 1942 鹿毛 アメリカ                       | Stimulus                                               | Hurakan            |                  |
| 母 Levee 1953 栗毛 アメリカ                            | 母の母Bourtai 1942 鹿毛 アメリカ                       | Escutcheon                                             | Sir Gallahad       | Sir Gallahad     |
| 母 Levee 1953 栗毛 アメリカ                            | 母の母Bourtai 1942 鹿毛 アメリカ                       | Escutcheon                                             | Affection F-No.9-f |                  |